# Leandro Vilela
Leandro Vilela Veloso (Jataí, 7 de novembro de 1975) é um político brasileiro. Prefeito de Aparecida de Goiânia desde 2025, foi deputado federal pelo estado de Goiás entre 2003 e 2015, filiado ao Movimento Democrático Brasileiro (MDB). Antes, foi vereador na cidade de Jataí entre 1997 e 2002. É sobrinho do ex-governador de Goiás e ex-senador Maguito Vilela.

Mandatos (na Câmara dos Deputados):
Deputado(a) Federal - 2003-2007, GO, PMDB, Dt. Posse: 01/02/2003; Deputado(a) Federal - 2007-2011, GO, PMDB, Dt. Posse: 01/02/2007; Deputado(a) Federal - 2011-2015, GO, PMDB, Dt. Posse: 01/02/2011.
De volta à vida pública, em 2024, e filiado ao MDB, foi eleito prefeito de Aparecida de Goiânia em segundo turno, ao derrotar o candidato do PL, Professor Alcides, com 132.230 votos (63,60% dos votos válidos). Para vencer o rival, considerado até então favorito a vencer ainda no primeiro turno, Leandro recebeu decisivos apoios como o do governador Ronaldo Caiado, do vice-governador e primo Daniel Vilela, e do ex-prefeito de Aparecida Gustavo Mendanha, que o fizeram do primeiro prefeito da história da cidade a se eleger na segunda volta.

## Atuação legislativa
Na Câmara dos Deputados, integrou a Comissão de Agricultura, Pecuária, Abastecimento e Desenvolvimento Rural (CAPADR), a subcomissão permanente para acompanhar o processo de fusão entre as empresas Perdigão e Sadia, JBS e Bertin, Marfrig e Seara, Citrosuco e Citrovita, além de exercer a suplência na Comissão de Defesa do Consumidor (CDC).
CÂMARA DOS DEPUTADOS - 54ª Legislatura:
COMISSÃO PERMANENTE:
Comissão de Constituição e Justiça e de Cidadania - CCJC: Suplente, 17/03/2011 - 31/01/2012, Comissão de Minas e Energia - CME: Suplente, 07/03/2012 - 07/03/2012, Comissão de Meio Ambiente e Desenvolvimento Sustentável - CMADS: Suplente, 07/03/2012 - 02/02/2013, 07/03/2013 - 03/02/2014, Comissão de Defesa do Consumidor - CDC: Suplente, 25/02/2014 - 31/01/2015, Comissão de Agricultura, Pecuária, Abastecimento e Desenvolvimento Rural - CAPADR: Titular, 01/03/2011 - 31/01/2012, 07/03/2012 - 02/02/2013, 05/03/2013 - 03/02/2014, 26/02/2014 - 31/01/2015,
COMISSÃO ESPECIAL:
PL 1927/03 - DESONERAÇÃO TRIBUTÁRIA DO TRANSPORTE: 1º Vice-Presidente, 18/09/2013 - 31/01/2015, PEC 445/09 - DEFENSORIA PÚBLICA DISTRITO FEDERAL: 3º Vice-Presidente, 28/09/2011 - 29/03/2012, PL 7495/06 - CRIA EMPREGOS PÚBLICOS NA FUNASA: Suplente, 08/06/2011 - 17/06/2014, BEBIDAS ALCOÓLICAS: Titular, 26/04/2011 - 27/03/2012, PEC 445/09 - DEFENSORIA PÚBLICA DISTRITO FEDERAL: Titular, 13/09/2011 - 29/03/2012, PEC 368/09 - RECURSOS DESTINADOS À IRRIGAÇÃO: Titular, 08/05/2013 - 31/01/2015, PL 1927/03 - DESONERAÇÃO TRIBUTÁRIA DO TRANSPORTE: Titular, 11/09/2013 - 31/01/2015.

CÂMARA DOS DEPUTADOS - Legislaturas anteriores à 54ªCOMISSÕES PERMANENTES: Agricultura e Política Rural: Titular; Agricultura, Pecuária, Abastecimento e Desenvolvimento Rural: Titular, 3/2005-3/2006, 3/2006, 14/2/2007-6/2/2008, 4/3/2008-2/2/2009, 4/3/2009-1/2/2010, 3/3/2010-, e Suplente, -3/2005; Constituição e Justiça e de Redação: Suplente; Defesa do Consumidor: Titular, 3/2005-3/2006, e Suplente, 3/2006, 14/2/2007-6/2/2008, 4/3/2008-2/2/2009, 4/3/2009-1/2/2010, 3/3/2010-; Direitos Humanos: Titular; Segurança Pública e Combate ao Crime Organizado: Suplente; Viação e Transportes: Suplente.COMISSÕES ESPECIAIS: Crise da Parmalat: Titular; PEC nº 7/03, Agentes Comunitários da Saúde: Suplente, 6/2005-; PEC nº 574/02, Percentual Despesas Legislativo Municipal: Titular-; PEC nº 138/03, Proteção dos Direitos da Juventude: Titular, 6/2005-; PEC nº 391/09, Plano de Carreira Agentes de Saúde: Suplente, 7/10/2009-4/2/2010; PL nº 2.401/03, Biossegurança: Suplente, -3/2005; PL nº 3.057/00, Parcelamento de Solo Urbano: Titular, 6/2006-; PL nº 4.530/04, Plano Nacional de Juventude: Titular, 6/2005-; PL nº 4.846/94, Consumo de Bebidas Alcoólicas: Titular, 6/2005-; PLP nº 184/04, Sudeco: Suplente-; Reforma Política: Suplente-; Reforma Trabalhista: Suplente-.COMISSÕES EXTERNAS: Investigar a morte do chinês Chan Kim Chang: Suplente.CPIs: Biopirataria: Titular, 8/2004-3/2006.